# 홀리 헤이건
홀리 헤이건(Holly Hagan, 1992년 7월 7일 ~ )은 잉글랜드의 방송 유명인, 가수, 모델이다.